# مضاد تخثر
مضادات التخثر أو مانع التخثر او مضادات التجلط المعروفة عادة بـ مسيلات الدم او مميعات الدم او مخففات الدم (بالإنجليزية Blood Thinners).
هي مواد كيميائية تمنع أو تقلل من حدوث تخثر الدم مطيلة بذلك زمن التخثر. يحدث بعضها بصورة طبيعية في الحيوانات دموية التغذية مثل العلقيات والبعوضيات حيث تساعد في الحفاظ على منطقة العضة غير متخثرة مدة طويلة بما يكفي ليحصل الحيوان على بعض الدم. كصنف دوائي، تُستخدَم مضادات التخثر في علاج الاضطرابات الخثارية. يأخذ العديد من الناس مضادات التخثر الفموية بشكل أقراص أو مضغوطات، وتُستخدَم الجرعات المختلفة من مضادات التخثر الوريدية في المشافي. تُستخدَم بعض مضادات التخثر في المعدات الطبية مثل أنابيب العينات، وأكياس نقل الدم، والمجازات القلبية الرئوية، ومعدات الغسيل الكلوي (الديال). صودق على أحد أوائل مضادات التخثر، وهو الوارفاين، بوصفه مبيدًا للقوارض في البداية.
تكون مضادات التخثر وثيقة الصلة بمضادات الصفيحات والأدوية الحالة للخثرات من خلال التلاعب بالسبل المتنوعة لتخثر الدم. بشكل سطحي، تثبط الأدوية المضادة للصفيحات تكدس الصفيحات، بينما تثبط مضادات التخثر سبلًا معينة في شلال التخثر قد تحدث بعد تكدس الصفيحات الأولي، وتؤدي في النهاية إلى تشكل الليفين ومنتجات الصفيحات المتكدسة المستقرة.
تشمل مضادات التخثر الشائعة الوارفارين والهيبارين.
أكبر خطر للعلاج المضاد للتخثر هو زيادة خطر حدوث النزف. لدى الأشخاص السليمين، يكون خطر النزف لدى تناولهم مضادات التخثر في حده الأدنى، أما الأشخاص الذين خضعوا لجراحة مؤخرًا، أو لديهم أم دم دماغية، أو مصابين بحالات مرضية أخرى فقد يكون خطر حدوث النزف لديهم عاليًا. بشكل عام، فائدة منع تخثر الدم هي الوقاية من المرض الخثاري أو تأثير تقدمه. بعض استطبابات العلاج المضاد للتخثر المعروفة بأنها تستفيد من العلاج تشمل: 
- الرجفان الأذيني- عادة ما يؤدي إلى تشكل خثرة في الزائدة الأذينية.[24]
- المرض الشرياني التاجي.[25]
- الخثار الوريدي العميق- قد يؤدي إلى حدوث الانصمام الرئوي.[26]
- السكتة بنقص التروية.[27]
- حالات زيادة الأهبة للتخثر (مثل العامل الخامس لايدن) – قد تؤدي إلى الخثار الوريدي العميق.[28]
- صمامات القلب الميكانيكية.[29]
- النوبة القلبية.[30]
- الانصمام الرئوي.[31]
- عودة التضيق بعد وضع شبكات.[32]
- المجازة القلبية الرئوي (أو أي جراحة أخرى تتطلب انسدادًا أبهريًا مؤقتًا).[33]
- قصور القلب.[34]

في هذه الحالات، يمكن أن يمنع العلاج المضاد للتخثر تشكل خثرات خطيرة أو يمنع نمو الخثرات الموجودة.
غالبًا ما ينطوي قرار البدء بمنع تخثر الدم العلاجي على استخدام عدة أدوات لحساب خطر حدوث النزف بسبب احتمال حدوث النزف خلال تناول الأدوية المميعة. من هذه الأدوات:  HAS-BLED و ATRIA، وHEMORR2HAGES، وCHA2DS2-VASc. يجب عندئذ أن يُوازن بين خطر النزف باستخدام أدوات تقدير الخطر المذكورة مقابل خطر الخثار من أجل تحديد فائدة المريض الكلية بشكل رسمي قبل بدأ العلاج المضاد للتخثر.

## التأثيرات السلبية
أشيع وأخطر تأثير جانبي سلبي لمضادات التخثر هو زيادة خطر النزف في كل من الحوادث النزفية الكبيرة وغير الكبيرة. يعتمد خطر النزف على صنف الدواء المضاد للتخثر المُستخدَم، وعمر المريض، والحالات المرضية الموجودة مسبقًا. للوارفارين معدل حدوث نزف تقديري 15 – 20% سنويًا ومعدل حدوث حوادث نزفية مهددة للحياة. يبدو أن مضادات الفيتامين ك الفموية الأحدث تؤدي إلى معدل أقل من الحوادث النزفية المهددة للحياة بالمقارنة مع الوارفارين. بالإضافة إلى ذلك، قد يكون المرضى الذين أعمارهم 80 عامًا فما فوق معرضين بشكل خاص لاختلاطات نزفية بمعدل 13 نزفًا لكل 100 شخص سنويًا. من المهم أخذ خطر النزف بعين الاعتبار بشكل خاص لدى المرضى المصابين بقصور كلوي أو المعالجين بمضادات التخثر الفموية الحديثة إذ إن كل مضادات التخثر الفموية الحديثة -إلى حد ما- تُطرَح عن طريق الكليتين. لذلك، قد يكون مرضى القصور الكلوي معرضين لخطر أكبر لحدوث النزف.
لدى المصابين بالسرطان، وجدت دراسة مجموعية أنه لم يكن للوارفارين أي تأثير على معدل الوفاة أو خطر تشكل الخثرات الدموية. على أي حال، زاد خطر حدوث النزوف الكبيرة لدى 107 شخصًا إضافيًا لكل 1000 من السكان، والنزوف الصغيرة لدى 167 شخصًا إضافيًا لكل 1000 من السكان. لم يكن للأباكسابان أي تأثير على معدل الوفيات، أو عودة تشكل الخثرات في الأوعية الدموية أو حدوث النزوف الكبيرة، على أي حال، إن هذه النتائج مصدرها دراسة واحدة فقط.

## أنواعها

### مضادات فيتامين كاف
الأنواع المتوفرة للاستعمال:
- الوارفرين (الكومارين).
- الأسينوكومارول.

ويبدأ عملها بشكل فعال بعد 48 إلى 72 ساعة من تناولها. في حالة الحاجة إلى تاثير فوري فيجب استعمال الهيبارين معها.

#### استعمالاتها
عادة في حالة خثرة الاوردة العميقة في الساقين، خثرة في الشرايين الرئوية، ارتجاف الاذينين، وصمام القلب الصناعي.
مخاطرها: النزف خاصة للمرضى فوق عمر 80 سنة.

### الهيبارين ومشتقاته
يعمل على تحفيز المادة المضادة للثرومبين رقم 3 (بالإنجليزية: antithrombin III), والتي تمنع الثرومبين من العمل على تخثر الدم. يمكن استعمال الهيبارين في جسم الإنسان أو في خارج جسم الإنسان أي في المستحضرات الطبية مثلا اكياس الدم والبلازما لمنعها من التخثر، وفي الأجهزة الطبية.
الهيبارين ذو الوزن المنخفض(بالإنجليزية: Low molecular weight heparin):
مستحضر أحسن صفته انه لا يحتاج إلى مراقبة قوة عمله لان مستواه في الدم ممكن أن يقدر، وله مضاعفات جانبية قليلة.

## مضادات التخثر في المختبر
تستعمل مضادات التخثر في المختبر في أجهزة سحب الدم، اكياس نقل الدم، الادوات الطبية والجراحية،
أنواعها :
1- الهيبارين.
2- EDTA وهي مادة تلتصق بالكالسيوم وتكون بشكل مطحون.
3- السترات (بالإنجليزية: Citrate) مثل سترات الصوديوم وهي بشكل سائل وهي تستعمل في أنابيب فحص تخثر الدم وفي أكياس نقل الدم. وهي ترتبط بالكالسيوم لكن بشكل اضعف من ال EDTA،
4- الأوكسالات(بالإنجليزية: Oxalate).
هناك مضادات للتخثر في أماكن أخرى مثل : لعاب البعوضة، القمل الماص للدم، سم بعض الافاعي وغيرها.
لاحظ أن الأسبرين ومجموعته يستعمل لمنع تكون خثر الدم أيضا لكنه لا يعمل بنفس طريقة هذه المواد بل انه يعمل على منع التصاق الصفيحات الدموية وبذلك يمنع تكون خثرة الدم.

## روابط خارجية
- Staying Active and Healthy with Blood Thinners نسخة محفوظة 2 يونيو 2013 على موقع واي باك مشين. by the Agency for Healthcare Research and Quality